# Японский бобтейл
Японский бобтейл — порода кошек родом из Японии. В качестве отдельной породы в Европе признана в 1968 году, в  Америке порода признана с 1976 года. В Великобритании и континентальной Европе эти кошки всё ещё довольно редки.

## История
Короткохвостые кошки были завезены в Японию из Китая более тысячи лет назад. Сначала они были забавой знати. Их часто демонстрировали, выводя на поводках. Потом в стране случилось нашествие мышей. Мыши уничтожали всё, даже книги, написанные на рисовой бумаге. Химических средств для борьбы с мышами не существовало, потому в качестве альтернативы использовали кошек. С того времени кошки занимают особое место в японской культуре. Эта порода бывает и длинношёрстной, и короткошёрстной, причем короткошёрстная более распространена. В отличие от мэнксов, японские бобтейлы никогда не рождаются бесхвостыми или с хвостами нормальной длины. Они всегда остаются бобтейлами. За пределами Японии эти кошки были известны до 1968 года. Хотя в Северной Америке сегодня эти кошки и встречаются, в Европе их очень мало.

## Описание
Средняя продолжительность жизни составляет от 15 до 18 лет. Японские бобтейлы среднего размера, редко весят более 4,5 кг, бывают разных окрасов и рисунков. Это одна из старейших пород кошек.

### Стандарт породы по версии федерацииWCF
Тело японского бобтейла средней величины, хорошо оформленное и мускулистое, не приземистое.
Конечности гармоничны по отношению к туловищу, длинные и высокие. Задние конечности чуть выше, чем передние и с хорошо оформленными скакательными суставами. Лапы овальные.  
Хвост Максимальная длина хвоста — 8 см. В расправленном состоянии хвост может достигать длины до 15 см. Высоко посажен.
Шерсть на хвосте чуть длиннее и гуще, чем на туловище. Он похож на кисть. Хвост является особенностью этой породы.  
Голова японского бобтейла кажется чуть продолговатой и угловатой, однако представляет собой равнобедренный треугольник со слегка изогнутыми линиями. Высокие скулы, заметная впадина у основания усов. Нос длинный и с чётко прорисованными границами, с двумя параллельными линиями от кончика до основания, лёгкий изгиб на высоте глаз. Щёки крепкие, с закруглением, переходящим в основание усов.  
Уши высоко и широко поставлены, слегка наклонены вперед.  
Глаза большие, широко раскрыты, овальные, внимательные. В профиль слегка ориентальные. Не навыкате.  
Шерсть средней длины, мягкая и шелковистая, без подшёрстка и оттенков.  
Цвет глаз соответствует окрасу.
Окрас - все окрасы.  
Шкала баллов оценки животного:
Голова — 20
Тело — 30
Хвост — 20
Окрас, рисунок — 20
Шерсть — 10
Всего — 100

### Стандарт породы по версии федерации CFA[1]
Общее впечатление: Японский бобтейл создаёт впечатление кошки средней величины, крепкого сложения и мускулистой, но не округлой, скорее стройной, чем массивной. Уникальный постав глаз в сочетании с высокими скулами и длинным, равномерно широким носом, явно отличают голову японского бобтейла от других пород восточного происхождения (особенно в профиль). Короткий хвост наподобие заячьего обладает опушением, придающим ему вид помпона и скрывающим особенности костного строения. Голова: Хотя голова кажется длинной и «скульптурной», по форме она представляет собой равносторонний треугольник с плавно изогнутыми линиями, высокими скулами, обозначенными подушечками вибрисс. Нос длинный, равномерно широкий. Лёгкое углубление, расположенное на уровне глаз или чуть ниже, обозначает переход ото лба к носу. 
Мордочка: относительно широкая и округленная в области подушечек вибрисс. 
Уши: довольно большие, прямо поставленные, хотя расставлены широко друг от друга. 
Глаза: крупные, овальные, но широко раскрытые. Поставлены относительно косо, что заметнее в профиль. Глазные яблоки имеют небольшую кривизну, глаза не должны быть выпуклыми и выдаваться за скуловые кости. 
Тело: Средней величины, коты несколько крупнее кошек. Туловище длинное, элегантное, но не трубообразное, с развитой мускулатурой, без уклонения в излишнюю лёгкость или массивность сложения. 
Ноги: Длинные, стройные, но крепкие. Задние заметно длиннее передних, но их углы организованы так, что спина спокойно стоящей кошки кажется скорее горизонтальной, чем наклонной. Лапы: Овальные. 
Шерсть: (КШ). Слегка удлинённая, мягкая, шелковистая, без явно выраженного подшерстка. Шерсть: (ДШ). От удлинённой до длинной, мягкая, шелковистая, без явно выраженного подшёрстка. Может быть довольно короткой на плечах, постепенно удлиняясь по направлению к хвосту. Желательны «кисточки» и развитое внутреннее опушение ушей. Шерсть должна лежать, подчёркивая линии тела. 
Хвост: Уникален не только для породы, но и для каждого отдельного животного. Это положение нужно учитывать как руководящее, не стараясь развивать только один тип хвоста в ущерб другим типам, существующим внутри породы. Хвост должен быть явно видим. Состоит из одного или нескольких изгибов, углов и крючков или любой их комбинации. Длина хвоста (имеется в виду длина хвоста без опушения, воспринимаемая на глаз) составляет не более 3 дюймов. Направление хвоста не имеет значения. Хвост может быть подвижным или неподвижным, по величине и форме должен гармонировать с общим обликом кошки.
Окрас: Признаются все, кроме шоколадных и лиловых вариаций, колорпойнтов, тикированных тэбби (т. е. «абиссинского» окраса). 
Недостатки: Короткая, круглая голова, приземистое сложение.
Дисквалификация: Отсутствие хвостовых позвонков. Хвост не имеет вида «помпона» или недостаточно опушен. Эффект «отодвинутого бобтейла» («помпон» отделен прямым участком хвоста протяженностью более 1 дюйма).

### Характер

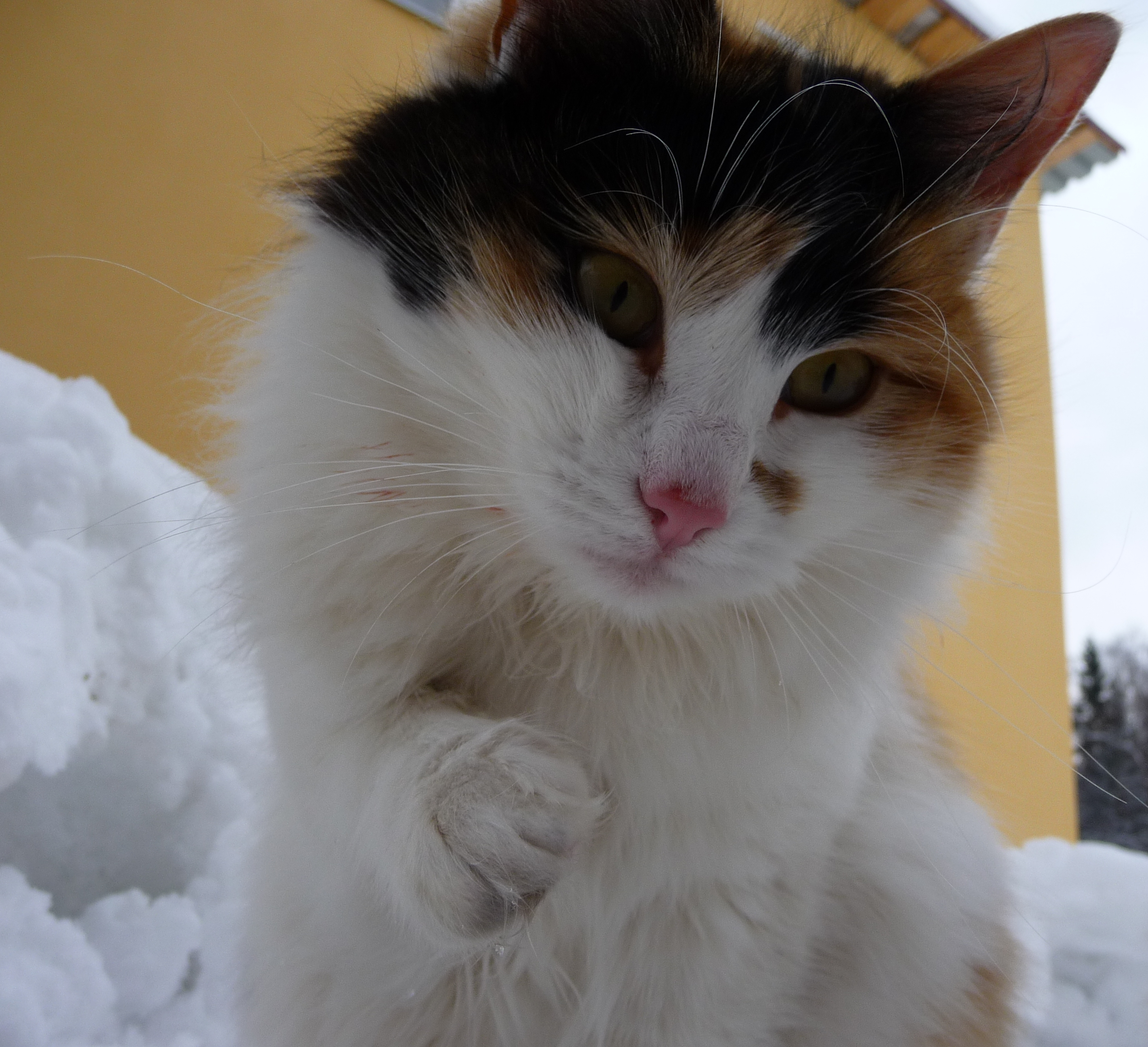
Японский бобтейл

Общительные, любознательные, покладистые, дружелюбные, игривые, привязаны к хозяину, обязательно выбирают из членов семьи кого-то одного; хорошо уживаются с кошками своей породы; когда сидят, часто поднимают переднюю лапу. Японские бобтейлы — дружелюбные, «разговорчивые» кошки. Они любят гоняться за мячиками и умеют приносить игрушки. Это настоящие домашние кошки, которые отлично ладят с собаками и детьми.

## Разведение
Японский бобтейл — порода неприхотливая, не имеющая слабостей в ареале, и полноправно является аборигенной породой. Японский бобтейл неприхотлив и в разведении, но без должного строгого отбора и длительной работы над чистотой породы, может потерять свой породный стандарт, и отдалённо будет напоминать фигурки народного промысла Манэки-нэко. А именно, будет наделена узким телом, потеряет заостренные уши, лишится своей «самурайской стойки».